# Jean Aury
Jean Aury est un homme politique français né le 9 février 1745 à Saint-Amand-Montrond (Cher) et décédé le 19 janvier 1821 à Hérisson (Allier).
Curé de Hérisson, il est député du clergé aux États généraux de 1789 pour la sénéchaussée de Moulins. Il se rallie aux réformes et prête le serment civique. Il est nommé conseiller général en 1800.

## Sources
- « Jean Aury », dans Adolphe Robert et Gaston Cougny, Dictionnaire des parlementaires français, Edgar Bourloton, 1889-1891 [détail de l’édition]